# منزل أحمد بناه
منزل أحمد بناه (بالفارسية: خانه احمد پناه) هو منزل تاريخي يعود إلى عصر القاجاريون، ويقع في كاشمر. وتم تسجيل هذا المنزل في 26 يونيو 2005 مع رقم تسجيل 11927 باعتباره أحد التراث الوطني الإيراني.